# Valérie Perrin
Pour les articles homonymes, voir Perrin.
Valérie Perrin, née le 19 janvier 1967 à Remiremont, est une romancière française. 
Elle est également scénariste et photographe de plateau sur plusieurs films de Claude Lelouch.

## Biographie
Valérie Perrin naît à Remiremont (Vosges) le 19 janvier 1967. Elle grandit à Gueugnon, en Bourgogne, dans une famille de footballeurs professionnels. Elle abandonne le lycée en classe de première et part vivre à Paris où elle vit de petits boulots. Elle fonde une famille et s'installe à Trouville-sur-Mer.Elle est la fille d'Yvan Perrin footballeur au FC Gueugnon (1968-1975)
Sa rencontre avec Claude Lelouch en 2006 détermine sa carrière au cinéma comme photographe de plateau, puis comme co-scénariste sur les derniers films du réalisateur, mais ce sont surtout ses romans qui la font connaître du grand public. Le 17 juin 2023, elle épouse Claude Lelouch à la mairie du 18e arrondissement de Paris.
Son premier roman, Les Oubliés du dimanche, paraît en 2015. Il reçoit 13 prix, dont le Prix du premier roman de Chambéry 2016, le prix Chronos 2016, le Choix des libraires 2018, assorti de traductions en Italie en 2016 et en Allemagne en 2017. Il aborde le lien intergénérationnel : « un beau livre sur la mémoire et la transmission, porté par une écriture sensible » titre l'Express styles.
Son deuxième roman Changer l'eau des fleurs, publié en 2018, est également couronné de plusieurs prix dont le prix Maison de la Presse qui récompense un ouvrage rédigé en langue française destiné à un large public : pour le jury, c'est « un roman sensible, un livre qui fait passer du rire aux larmes avec des personnages drôles et attachants ». Quant à Libération Next, malgré une couverture et un titre jugés un peu simples, « on se laisse prendre par ce tourbillon d’histoires croisées, avec le cimetière en personnage principal dont le jardin florissant et à fleurir signifie l’espoir », autour desquels gravite une gardienne malmenée par la vie, Violette Toussaint.
Avec une réédition en poche, le titre figure en 2019 en 6e position dans le top 10 des meilleures ventes GFK/Livres hebdo. La traduction italienne est le livre le plus vendu en 2020 en Italie. Le roman est adapté au théâtre par Mikaël Chirinian et Caroline Rochefort en 2021.
Aux élections européennes de 2019, Valérie Perrin se présente sur la liste des candidats du Parti animaliste. Marraine d'un refuge pour animaux, elle s'inspire des personnes qui y travaillent pour écrire son troisième roman, Trois, paru en avril 2021. On suit l'histoire de trois amis d'enfance, des années 80 aux années 2000, sur fond de chansons du groupe Indochine.

## Œuvre littéraire

### Romans
- Les Oubliés du dimanche, Albin Michel, 2015 - Le Livre de poche, 2017
- Changer l'eau des fleurs, Albin Michel, 2018 - Le Livre de poche, 2019
- Trois, Albin Michel, 2021 - Le Livre de poche, 2022
- Tata, Albin Michel, 2024

### Nouvelle
- « Appelez-moi Britney » in 24 h ensemble, ActuSF, 2019.

### Autres
- Ces amours-là, un film de Claude Lelouch : les secrets du tournage, France-Empire, 2011. Album photos et textes.
- L’Enfance, c’est… / par 120 auteurs ; textes illustrés par Jack Koch ; préf. Aurélie Valognes. Paris : Le Livre de poche, novembre 2020.  (ISBN 978-2-253-08202-6)

## Filmographie
Sauf indication contraire, les informations mentionnées dans cette section peuvent être confirmées par les bases de données cinématographiques IMDb et Allociné,  présentes dans la section « Liens externes ».

### Scénariste
Comme coscénariste avec Claude Lelouch :
- 2010 : Ces amours-là de Claude Lelouch
- 2014 : Salaud, on t'aime de Claude Lelouch
- 2015 : Un plus une de Claude Lelouch
- 2017 : Chacun sa vie de Claude Lelouch
- 2019 : Les Plus Belles Années d'une vie de Claude Lelouch

### Photographe de plateau
- 2008 : Chez Gino de Samuel Benchetrit
- 2010 : Ces amours-là de Claude Lelouch
- 2014 : Salaud, on t'aime de Claude Lelouch
- 2015 : Un plus une de Claude Lelouch
- 2017 : Chacun sa vie de Claude Lelouch

### Actrice
- 2010 : Ces amours-là de Claude Lelouch : la mère de Coco

## Distinctions
- Les Oubliés du dimanche
  - 2015 : Prix intergénération (Les lauriers verts)[11]
  - 2016 : Prix du Festival du premier roman de Chambéry[12], Grand Prix Lions de littérature[13], prix Chronos[14], prix intercommunal Lire Elire, prix Poulet-Malassis[15].
  - 2018 : Choix des libraires Littérature[16].
- Changer l'eau des fleurs
  - 2018 : prix Maison de la presse[17]
  - 2019 : prix Jules-Renard (fiction)[18], Prix des lecteurs corréziens[19], Prix des lecteurs du Livre de poche (catégorie littérature)[20].
  - 2022 : Super Flaiano per la Letteratura (prix italien de littérature)[21]

## Adaptation de son œuvre
- Changer l'eau des fleurs, film de Jean-Pierre Jeunet prévu en 2026